# Donatella Moretti
Donatella Moretti (Perusa, Itàlia, 17 de setembre de 1943) és una coneguda cantant italiana. L'any 1965 enregistrà un EP en català, compartit amb tres cantants italians més (Jimmy Fontana, Rita Pavone i Gianni Morandi). La seva cançó es deia "He vist com sorties".

## Discografia
- 1964 - Il diario d'una sedicenne (RCA Italiana, PML 10355)
- 1971 - Storia di storie (King, NLU 62014)
- 1974 - Canto terzi
- 1985 - Zucchero filato
- 1988 - Caleidoscopio